# Дроздово (Маковський повіт)
Дроздово (пол. Drozdowo) — село в Польщі, у гміні Жевне Маковського повіту Мазовецького воєводства.
Населення — 131 особа (2011).
У 1975-1998 роках село належало до Остроленцького воєводства.

## Демографія
Демографічна структура станом на 31 березня 2011 року:
|          | Загалом | Допрацездатний вік | Працездатний вік | Постпрацездатний вік |
| -------- | ------- | ------------------ | ---------------- | -------------------- |
| Чоловіки | 61      | 10                 | 43               | 8                    |
| Жінки    | 70      | 14                 | 31               | 25                   |
| Разом    | 131     | 24                 | 74               | 33                   |